# Майоров, Роман Майерович
Рома́н Ма́йерович Майо́ров (настоящая фамилия — Гутцено́к; 13 июня 1933 — 28 июня 2003, Москва) — советский и российский композитор.

## Биография
Работал в редакции радиостанции «Юность», в отделе «Сатиры и Юмора» Гостелерадио, редактором на радиостанции «Маяк». Занимался подготовкой программ на радио и телевидении, выпускал программу «Доброе утро!».
Скончался в 2003 году от онкологического заболевания. Похоронен с родителями на 72-м участке Востряковского кладбища.

## Творчество
Автор более 500 песен (как под псевдонимом, так и под первоначальной фамилией Гутценок), 50 фортепианных произведений, музыки к кинофильмам, телефильмам и радиопередачам. Наиболее известная песня Романа Майорова — «Что тебе подарить?» в исполнении Николая Караченцова и Ирины Уваровой. Его музыка звучала в фильмах и телепередачах, а его песни исполняли Марк Бернес, Анна Герман, Иосиф Кобзон, Валентина Толкунова, Валерий Ободзинский, Николай Караченцов, Ирина Уварова, Ирина Отиева, Ольга Зарубина, Александр Абдулов, Ирина Муравьёва, Дмитрий Харатьян, Ксения Георгиади, Аида Ведищева, Олег Ухналёв, ВИА «Поющие сердца», «Пламя», «Лейся, песня», дуэт Галина Бовина и Владислав Лынковский.
Сотрудничал с такими известными творческими людьми, как Григорий Горин, Аркадий Арканов, Михаил Жванецкий. Его соавторы по песням — Михаил Пляцковский, Михаил Рябинин, Евгений Евтушенко, Александр Жигарев и другие поэты.
Его песни неоднократно становились лауреатами международных и отечественных конкурсов (в 1986 году композиция «Земля, как ситцевая скатерть» в исполнении Екатерины Шавриной получила лауреатство на телевизионном фестивале «Песня года»).

## Семья
- Мать — Роза Исааковна Гутценок (12 июня 1903 года — 1 января 2000 года)[4]
- Первая жена — Лилия Александровна Гутценок (род. 1939)
- Вторая жена — Татьяна Юрьевна Гутценок (Майорова) (род. 25 июля 1948 года) — поэтесса[6].
  - Сын — Максим Романович Гутценок (род. 1967). 
    - Внук — Захар Гутценок (англ. Zachary Guttsenok).

## Избранные песни
- «Акварель» (слова Александра Вратарёва), исполняет Анна Герман
- «Алёшка без отца» (слова Михаила Рябинина), исполняет Валентина Толкунова
- «А не любишь — не ходи», (слова Юрия Энтина), исполняет Алла Савенко
- «Аэлита» (слова Михаила Танича), исполняет Олег Анофриев
- «Белые лебеди» (слова Леонида Дербенёва), исполняет Алла Савенко, Евгений Осин
- «Возле трёх дорог» (слова Михаила Рябинина), исполняет Людмила Зыкина
- «Вот какая любовь» (слова Михаила Рябинина), исполняют Николай Караченцов и Ирина Уварова
- «Вы так похожи» (слова Якова Гальперина), исполняет Дмитрий Харатьян
- «Вьюга», (слова Михаила Рябинина), исполняет Алла Йошпе
- «Где вы, рыцари?» (слова Якова Гальперина), исполняет Галина Невара
- «Далёк тот день» (слова Александр Жигарев), исполняет Анна Герман
- «Двое» (стихи Татьяны Кузовлёвой), исполняет Ирина Отиева
- «Дождь и я» (слова Онегина Гаджикасимова), исполняет Валерий Ободзинский
- «Если б мы знали» (слова Михаила Пляцковского), исполняют Александр Абдулов и Ирина Муравьёва
- «Есть на свете любовь» (слова Михаила Рябинина), исполняет Эдуард Хиль
- «Ждите весну» (слова Александра Жигарева), исполняет Анна Герман
- «Жёлтый цвет» (слова Николая Рубцова), исполняет Николай Караченцов
- «Знакомый взгляд» (слова Якова Гальперина), исполняют Николай Караченцов и Ирина Уварова
- «Колесо судьбы» (слова Михаила Рябинина), исполняет Николай Караченцов
- «Листья закружат» (слова Владимира Харитонова), исполняет ВИА «Поющие сердца»
- «Магаданские снегурочки» (слова Михаила Пляцковского), исполняет Вадим Мулерман
- «Нам с тобой по пути» (слова Давида Усманова), исполняют Юрий Соломин и Людмила Гурченко
- «Нет возраста у счастья» (слова Андрея Дементьева), исполняет Ренат Ибрагимов
- «Однажды» (слова Михаила Рябинина), исполняют Аида Ведищева
- «Приди» (слова Якова Гальперина), исполняет Феликс Красиловский
- «Русский лес» (слова Давида Усманова), исполняют Екатерина Шаврина
- «Скачи, вороной!» (слова Якова Гальперина), исполняет Николай Караченцов
- «Старинный сад» (слова Давида Усманова), исполняет Иосиф Кобзон[3]
- «Татьяна» (слова Якова Гальперина), исполняет группа «Час пик»
- «Цикады» (слова Михаила Рябинина), исполняют Роман и Татьяна Майоровы
- «Что тебе подарить?» (слова Сергея Алиханова и Александра Жигарева), исполняют Николай Караченцов и Ирина Уварова
- «Это было в Крыму» (слова Михаила Рябинина), исполняет Юрий Охочинский
- «Я жду» (слова Виктора Гина), исполняет Ксения Георгиади

## Авторская дискография
- 1989 — «Вот какая любовь» (винил)[7]
- 2004 — «С любимой наедине» (CD)
- 2006 — «Золотая коллекция ретро» (CD)
- 2008 — «Любовь» (два диска в формате mp3)
- 2011 — «Любви моей прекрасные глаза» (CD)